# Анарч
Анарч (мађ. Anarcs) је место у жупанији Саболч-Сатмар-Берег, у региону Северне Велике равнице у источној Мађарској.

## Географија
Анарч се налази у североисточном делу жупаније Саболч−Сатмар−Берег, пределу Њиршегу, у суседству града Кишварда, 5 километара јужно-југоисточно од самог града. Остала оближња насеља: Пап 9, Њирлово 14 километара североисточно, Левепетри 10 километара источно, Саболчбака 5 километара југоисточно, Ђулахаза 6 километара јужно и Ајак само 4 километра ваздушне линије (путем од 12 километара) на западу.

## Историја
Анарч и околина су насељавани још од Неолита, ову тврдњу доказују артефакти каменог доба пронађеним у околини насеља.
У доба Арпада, 1212. године, у једном документу се помиње као насеље око Журка. Године 1270. помиње се у Онорху писању у повељама; у то време била је у власништву породице Тегзеш, касније породице Батори, а затим породице Њари. За време владавине краља Ласла поменути документи су писани у форми Онорка. У 15. веку место са околином је било власништво породице Бачкај, а крајем истог века власништво породице Вардај. Касније, до средине 19. века, био је у власништву породица Кутјори, Чобел и Шеренчи, а почетком 20. века власништво Маргит Медњански, рођена Иштване Цобел, Ђерђ Резлер и Ержебет Ајзенбергер.
У селу су биле играђене две палате; једну је изградио Ласло Цобел, а другу Телекијеви.
Почетком 1900-их припадао је округу Кишварда у сада историјској жупанији Саболч.

## Становништво
Године 1910. место је имало 1.523 становника, од чега 1.516 Мађара. Према конфесионалној расподели, 817 су реформисани, 334 римокатолици и 268 гркокатолици.
Према попису из 2001. године 98% становништва насеља се изјаснило као Мађари, 2% Роми.
Током пописа из 2011. године, 93,9% становника се изјаснило као Мађари, 4,1% као Роми, а 0,2% као Украјинци (6,1% се није изјаснило; због двојног идентитета, укупан број може бити већи од 100%). Верска дистрибуција је била следећа: римокатолици 22%, реформатори 44,5%, гркокатолици 18,9%, неденоминациони 2,3% (11,6% није одговорило).
Попис из 2022. године даје да се 91,8% становништва изјаснило се као Мађари, 2,8% Роми, 0,4% Украјинци, 0,4% Румуни, 0,2% Немци, 0,1-0,1% Пољаци, Јермени, за Бугаре, Словаке и Словенце, 1,7% за остале, не- домаће националности (8,5% се није изјаснило; због двоструког идентитета укупан број може бити већи од 100%). Према вероисповести, 13,8% су били римокатолици, 37,4% реформисани, 16,6% гркокатолици, 1% остали хришћани, 0,1% Израелци, 0,1% православци, 4,4% неконфесионални (26,3% није одговорило).